# Астероид Сити
Астероид Сити (енгл. Asteroid City) америчка је драмедија из 2023. године у режији и по сценарију Веса Андерсона. Ансамблску поделу улога чине: Џејсон Шварцман, Скарлет Џохансон, Том Хенкс, Џефри Рајт, Тилда Свинтон, Брајан Кранстон, Едвард Нортон, Ејдријен Броди, Лијев Шрајбер, Хоуп Дејвис, Стив Парк, Руперт Френд, Маја Хок, Стив Карел, Мет Дилон, Хонг Чау, Вилем Дафо, Марго Роби, Тони Револори, Џејк Рајан и Џеф Голдблум.
Премијера је приказана 23. маја 2023. године на Кансом филмском фестивалу, где се такмичио за Златну палму. Од 16. јуна исте године приказиван је у одабраним биоскопима у САД, док је седмицу касније започео са стандардним приказивањем. Зарадио је преко 50 милиона долара и добио позитивне рецензије критичара.

## Радња
Радња филма смештена је у измишљени, пустињски град у САД, око 1955. године. План и програм Конвенције младих звездозналаца/Свемирских кадета, која је организована да удружи ученике и родитеље широм земље како би учествовали у дружењу и такмичењу, биће поремећен на спектакуларан начин, услед низа догађаја који мењају свет.

## Улоге
| Глумац           | Улога              |
| ---------------- | ------------------ |
| Џејсон Шварцман  | Оги Стинбек        |
| Скарлет Џохансон | Миџ Кембел         |
| Том Хенкс        | Стенли Зак         |
| Џефри Рајт       | генерал Гибсон     |
| Тилда Свинтон    | др Хикенлупер      |
| Брајан Кранстон  | водитељ емисије    |
| Брајан Нортон    | Конрад Ирп         |
| Ејдријен Броди   | Шуберт Грин        |
| Лијев Шрајбер    | Џеј-Џеј Келог      |
| Хоуп Дејвис      | Сенди Борден       |
| Стивен Парк      | Роџер Чо           |
| Руперт Френд     | Монтана            |
| Маја Хок         | Џун Даглас         |
| Стив Карел       | управник мотела    |
| Мет Дилон        | механичар          |
| Хонг Чау         | Поли               |
| Вилем Дафо       | Салцбург Кајтел    |
| Марго Роби       | Стинбекова супруга |
| Тони Револори    | Гибсонов ађутант   |
| Џејк Рајан       | Вудроу             |
| Грејс Едвардс    | Дина               |
| Аристо Михан     | Клифорд            |
| Софија Лилис     | Шели               |
| Итан Џош Ли      | Рики               |
| Џеф Голдблум     | ванземаљац         |
| Ким Кокалера     | марионета          |
| Фишер Стивенс    | детектив           |
| Рита Вилсон      | госпођа Ведерфорд  |
| Џарвис Кокер     | каубој             |
| Боб Балабан      | директор           |
| Сеу Жоржи        | каубој             |